# 29e cérémonie des Golden Globes

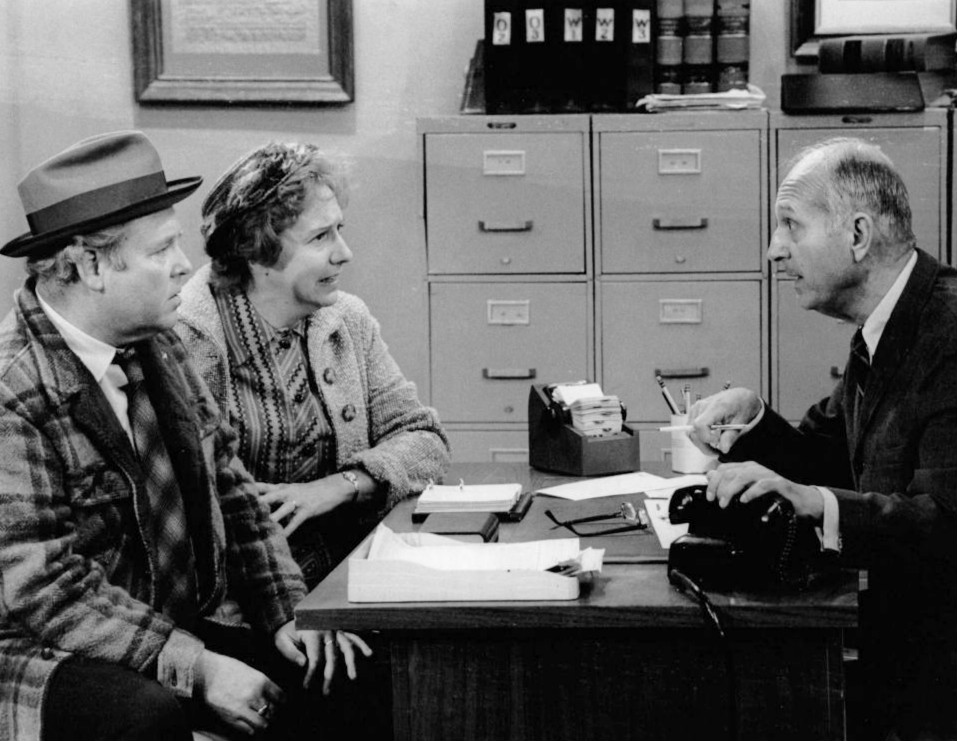

La 29e cérémonie des Golden Globes a eu lieu le 6 février 1972, récompensant les films et séries diffusés en 1971 et les professionnels s'étant distingués cette année-là.

## Palmarès
Les lauréats sont indiqués ci-dessous en premier de chaque catégorie et en caractères gras.

### Cinéma

#### Meilleur film dramatique
- French Connection (The French Connection)
  - Orange mécanique (A Clockwork Orange)
  - La Dernière Séance (The Last Picture Show)
  - Marie Stuart, Reine d'Écosse (Mary, Queen of Scots)
  - Un été 42 (Summer of '42)

#### Meilleur film musical ou comédie
- Un violon sur le toit (Fiddler on the Roof)
  - The Boy Friend
  - Kotch
  - A New Leaf
  - Plaza Suite

#### Meilleur réalisateur
- William Friedkin pour French Connection (The French Connection)
  - Peter Bogdanovich pour La Dernière Séance (The Last Picture Show)
  - Norman Jewison pour Un violon sur le toit (Fiddler on the Roof)
  - Stanley Kubrick pour Orange mécanique (A Clockwork Orange)
  - Robert Mulligan pour Un été 42 (Summer of '42)

#### Meilleur acteur dans un film dramatique
- Gene Hackman pour le rôle de James R. "Popeye" Doyle dans French Connection (The French Connection)
  - Peter Finch pour le rôle du Dr Daniel Hirsh dans Un dimanche comme les autres (Sunday Bloody Sunday)
  - Malcolm McDowell pour le rôle d'Alex DeLarge dans Orange mécanique (A Clockwork Orange)
  - Jack Nicholson pour le rôle de Jonathan Fuerst dans Ce plaisir qu'on dit charnel (Carnal Knowledge)
  - George C. Scott pour le rôle du Dr Bock dans L'Hôpital (The Hospital)

#### Meilleure actrice dans un film dramatique
- Jane Fonda pour le rôle de Bree Daniels dans Klute
  - Dyan Cannon pour le rôle de Julie dans Des amis comme les miens (Such Good Friends)
  - Glenda Jackson pour le rôle de la reine d’Angleterre dans Marie Stuart, Reine d'Écosse (Mary, Queen of Scots)
  - Vanessa Redgrave pour le rôle de la reine d’Écosse dans Marie Stuart, Reine d'Écosse (Mary, Queen of Scots)
  - Jessica Walter pour le rôle d'Evelyn Draper dans Un frisson dans la nuit (Play Misty for Me)

#### Meilleur acteur dans un film musical ou une comédie
- Topol pour le rôle de Tevye dans Un violon sur le toit (Fiddler on the Roof)
  - Bud Cort pour le rôle d"Harold Chasen dans Harold et Maude (Harold and Maude)
  - Dean Jones pour le rôle du Professeur Albert Dooley dans La Cane aux œufs d'or (The Million Dollar Duck)
  - Walter Matthau pour le rôle de Joseph P. Kotcher dans Kotch
  - Gene Wilder pour le rôle de Willy Wonka dans Charlie et la Chocolaterie (Willy Wonka & the Chocolate Factory)

#### Meilleure actrice dans un film musical ou une comédie
La récompense avait déjà été décernée[pas clair].
- Twiggy pour le rôle de Polly Browne dans The Boy Friend
  - Sandy Duncan pour le rôle d'Amy Cooper dans Star Spangled Girl
  - Ruth Gordon pour le rôle de Dame Marjorie "Maude" Chardin dans Harold et Maude (Harold and Maude)
  - Angela Lansbury pour le rôle d'Eglantine Price dans L'Apprentie sorcière (Bedknobs and Broomsticks)
  - Elaine May pour le rôle d'Henrietta Lowell dans A New Leaf

#### Meilleur acteur dans un second rôle
- Ben Johnson pour le rôle de Sam the Lion dans La Dernière Séance (The Last Picture Show)
  - Tom Baker pour le rôle de Raspoutine dans Nicolas et Alexandra (Nicholas and Alexandra)
  - Art Garfunkel pour le rôle de Sandy dans Ce plaisir qu'on dit charnel (Carnal Knowledge)
  - Paul Mann pour le rôle de Lazar Wolf dans Un violon sur le toit (Fiddler on the Roof)
  - Jan-Michael Vincent pour le rôle de Jimmy Graham dans L'Affrontement

#### Meilleure actrice dans un second rôle
- Ann-Margret pour le rôle de Bobbie dans Ce plaisir qu'on dit charnel (Carnal Knowledge)
  - Ellen Burstyn pour le rôle de Lois Farrow dans La Dernière Séance (The Last Picture Show)
  - Cloris Leachman pour le rôle de Ruth Popper dans La Dernière Séance (The Last Picture Show)
  - Diana Rigg pour le rôle de Barbara dans L'Hôpital (The Hospital)
  - Maureen Stapleton pour le rôle de Karen Nash dans Plaza Suite

#### Meilleur scénario
- L'Hôpital (The Hospital) – Paddy Chayefsky
  - French Connection (The French Connection) – Ernest Tidyman
  - Klute – Andy Lewis, David P. Lewis
  - Kotch – John Paxton
  - Marie Stuart, Reine d'Écosse (Mary, Queen of Scots) – John Hale

#### Meilleure chanson originale
- "Life Is What You Make It" de Marvin Hamlisch et Johnny Mercer – Kotch
  - "Rain Falls Anywhere It Wants To." de Laurence Rosenthal et Alan et Marilyn Bergman – The African Elephant
  - "Something More." interprétée par Carlton Dinnall – Honky
  - "Long Ago Tomorrow" interprétée par B. J. Thomas – The Raging Moon
  - "Theme from Shaft" interprétée par Isaac Hayes – Les Nuits rouges de Harlem (Shaft)

#### Meilleure musique de film
- Les Nuits rouges de Harlem (Shaft) – Isaac Hayes
  - Le Mystère Andromède (The Andromeda Strain) – Gil Mellé
  - Le Mans – Michel Legrand
  - Marie Stuart, Reine d'Écosse (Mary, Queen of Scots) – John Barry
  - Un été 42 (Summer of '42) – Michel Legrand

#### Meilleur film étranger en langue anglaise
La récompense avait déjà été décernée[pas clair].
- Un dimanche comme les autres (Sunday Bloody Sunday) •  Royaume-Uni
  - Friends •  Royaume-Uni
  - La Tente rouge (Krasnaya palatka) •  Union soviétique /  Italie
  - Le Messager (The Go-Between) •  Royaume-Uni
  - The African Elephant •  États-Unis
  - The Raging Moon •  Royaume-Uni

#### Meilleur film étranger
La récompense avait déjà été décernée[pas clair].
- Le Policier Azoulay (Ha-Shoter Azulai) •  Israël
  - Le Conformiste (il Conformista) •  Italie /  France /  Allemagne de l'Ouest
  - Mourir d'aimer •  France /  Italie
  - Le genou de Claire •  France
  - Tchaïkovski (Чайковский) •  Union soviétique

#### Golden Globe de la révélation masculine de l'année
La récompense avait déjà été décernée[pas clair].
- Desi Arnaz Jr. pour le rôle de William "Steenie" Stenopolous dans Red Sky at Morning
  - Gary Grimes pour le rôle d'Hermie dans Un été 42 (Summer of '42)
  - John Sarno pour le rôle de Jerry Griffith dans The Seven Minutes
  - Timothy Bottoms pour le rôle de Joe Bonham dans Johnny s'en va-t-en guerre (Johnny Got His Gun)
  - Tom Baker pour le rôle de Raspoutine dans Nicolas et Alexandra (Nicholas and Alexandra)
  - Richard Roundtree pour le rôle de John Shaft dans Les Nuits rouges de Harlem (Shaft)

#### Golden Globe de la révélation féminine de l'année
La récompense avait déjà été décernée[pas clair].
- Twiggy pour le rôle de Polly Browne dans The Boy Friend
  - Sandy Duncan pour le rôle de Katie Dooley dans La Cane aux œufs d'or (The Million Dollar Duck)
  - Delores Taylor pour le rôle de Jean Roberts dans Billy Jack
  - Cybill Shepherd pour le rôle de Jacy Farrow dans La Dernière Séance (The Last Picture Show)
  - Janet Suzman pour le rôle d'Alexandra dans Nicolas et Alexandra (Nicholas and Alexandra)

### Télévision
Note : le symbole « ♕ » rappelle le gagnant de l'année précédente (si nomination).

#### Meilleure série dramatique
- Mannix
  - Docteur Marcus Welby (Marcus Welby, MD)
  - Médecins d'aujourd'hui (Medical Center)
  - La Nouvelle Équipe (The Mod Squad)
  - O'Hara, U.S. Treasury

#### Meilleure série musicale ou comique
- All in the Family
  - The Carol Burnett Show
  - The Flip Wilson Show
  - The Mary Tyler Moore Show
  - The Partridge Family

#### Meilleur acteur dans une série dramatique ou téléfilm
La récompense avait déjà été décernée[pas clair].
- Robert Young pour le rôle de Marcus Welby dans Docteur Marcus Welby (Marcus Welby, MD)
  - Raymond Burr pour le rôle de Robert T. Dacier dans L'Homme de fer (Ironside)
  - Mike Connors pour le rôle de Joe Mannix dans Mannix
  - William Conrad pour le rôle de Frank Cannon dans Cannon
  - Peter Falk pour le rôle du Lt. Columbo dans Columbo

#### Meilleure actrice dans une série dramatique ou téléfilm
La récompense avait déjà été décernée[pas clair].
- Patricia Neal pour le rôle d'Olivia Walton dans La Famille des collines (The Waltons)
  - Lynda Day George pour le rôle de Lisa Casey dans Mission impossible (Mission: Impossible)
  - Peggy Lipton pour le rôle de Julie Barnes dans La Nouvelle Équipe (The Mod Squad)
  - Denise Nicholas pour le rôle de Miss Liz McIntyre dans Room 222
  - Susan Saint James pour le rôle de Sally McMillan dans McMillan (McMillan & Wife)

#### Meilleur acteur dans une série musicale ou comique ou téléfilm
La récompense avait déjà été décernée[pas clair].
- Carroll O'Connor pour le rôle d'Archie Bunker dans All in the Family
  - Herschel Bernardi pour le rôle d'Arnie Nuvo dans Arnie
  - Jack Klugman pour le rôle d'Oscar Madison dans The Odd Couple
  - Dick Van Dyke pour le rôle de Dick Preston dans The New Dick Van Dyke Show
  - Flip Wilson en tant qu'hôte dans The Flip Wilson Show

#### Meilleure actrice dans une série musicale ou comique ou téléfilm
La récompense avait déjà été décernée[pas clair].
- Carol Burnett en tant qu'hôtesse et divers personnages dans The Carol Burnett Show
  - Lucille Ball pour le rôle de Lucille Carter dans Here's Lucy
  - Shirley Jones pour le rôle de Shirley Renfrew Partridge dans The Partridge Family
  - Mary Tyler Moore pour le rôle de Mary Richards dans The Mary Tyler Moore Show
  - Jean Stapleton pour le rôle d'Edith Bunker dans All in the Family

#### Meilleur acteur dans un second rôle dans une série, une mini-série ou un téléfilm
La récompense avait déjà été décernée[pas clair].
- Edward Asner pour le rôle de Lou Grant dans The Mary Tyler Moore Show
  - Harvey Korman pour le rôle de divers personnages dans The Carol Burnett Show
  - James Brolin pour le rôle du Dr Steven Kiley dans Docteur Marcus Welby (Marcus Welby, M.D.)
  - Milburn Stone pour le rôle du Dr Galen "Doc" Adams dans Gunsmoke
  - Rob Reiner pour le rôle de Michael Stivic dans All in the Family

#### Meilleure actrice dans un second rôle dans une série, une mini-série ou un téléfilm
La récompense avait déjà été décernée[pas clair].
- Sue Ane Langdon pour le rôle de Lillian Nuvo dans Arnie
  - Amanda Blake pour le rôle de Kitty Russell dans Gunsmoke
  - Sally Struthers pour le rôle de Gloria Bunker Stivic dans All in the Family
  - Gail Fisher pour le rôle de Peggy Fair dans Mannix
  - Lily Tomlin pour le rôle de divers personnages dans Rowan & Martin's Laugh-In

#### Meilleur téléfilm
La récompense avait déjà été décernée[pas clair].
- L'oie des neiges (The Snow Goose)
  - Brian's Song
  - Duel
  - La Famille des collines (The Waltons) "épisode The Homecoming: A Christmas Story (#1.0)"
  - 1994: Un enfant, un seul (The Last Child)

### Spéciales

#### Cecil B. DeMille Award
- Alfred Hitchcock

#### Miss Golden Globe
- Pamela Powell

#### Henrietta Award
Récompensant un acteur et une actrice.
La récompense avait déjà été décernée[pas clair].
- Ali MacGraw
- Sean Connery
- Charles Bronson